# Boy (U2)
Boy is het eerste studioalbum van de Ierse rockband U2, uitgegeven op 20 oktober 1980. Het is een album in het genre postpunk met als centrale thema's jeugd en adolescentie. Het is een eendelig album. Van dit album zijn A Day Without Me en I Will Follow uitgebracht als singles.

## Geschiedenis

### Opnames
De titel en de albumhoes van Boy werden al twee jaar eerder bedacht door Bono. De opnames van het album werden in de maand augustus van 1980 in de Windmill Lane Studios in Dublin volbracht, met Steve Lillywhite als producer en Paul Thomas als geluidstechnicus. De lp werd de gemasterd door John Dent in de Sound Clinic.
Steve Lillywhite werd door U2 zelf gevraagd voor de opnames vanwege de goede wederzijdse gevoelens en eerdere samenwerking. Iedereen die aan het album meehielp zat goed in zijn vel, waardoor er een overvloed aan ideeën ontstond, zoals de excentrieke 'glazen' geluiden tijdens I Will Follow.
Sommige nummers (zoals An Cat Dubh en The Ocean) werden in de studio geschreven terwijl andere nummers (zoals Stories for boys, Out of Control en Twilight) al eerder waren bedacht, live gespeeld en uitgebracht. De eerder bedachte nummers werden uitgewerkt, waardoor er veel tijd aan het gitaarspel, de basgitaar en de drums werd besteed, en minder aan de teksten. Dit leverde geen tijdprobleem op voor het schrijven van de teksten, omdat Bono de teksten van de al bedachte nummers al eerder bij liveoptredens van U2 had gezongen, dan wel steeds in verschillende vormen. De teksten van de nummers werden vaak pas opgeschreven als de bandleden wisten naar welke emoties de nummers zouden neigen, aan de hand van klank. Meestal werden de titels eerder verzonnen dan de teksten.
Tijdens de opnames werd er gebruikgemaakt van de Gibson Explorer en de zwarte Fender Stratocaster van The Edge. Voor A Day Without Me is een Memory Man echo effectpedaal gebruikt. De meeste nummers zijn op de toonhoogte Es opgenomen vanwege Bono's vocalen.

### Uitgave
De lp werd in oktober 1980 voorafgegaan door de single I Will Follow, die een hit op de collegeradio was en zo voor de introductie van Boy zorgde.
Boy werd op 20 oktober 1980 in het Verenigd Koninkrijk en Ierland uitgebracht. Terwijl het album veel lovende kritieken kreeg, duurde het tot augustus 1981 voordat het zijn hoogst genoteerde plaats bereikte in de Engelse hitlijsten, op plaats 52. Deze 'hoge' notering werd gestimuleerd door een tour die non-stop door ging en plotselinge publiciteit in diezelfde maand door een optreden op het festival Rock on the Tyne. In Ierland werd Boy gekozen tot Beste Album, Beste Debuutalbum, en Beste Albumhoes in de Hot Press Irish National Poll Results.
In maart 1981 werd Boy in Amerika uitgebracht onder het platenlabel Warner/Elektra. Warner/Elektra verving de foto van Peter Rowan voor vertekende foto's van de bandleden vanwege potentiële Amerikaanse verwijten van kinderpornografie. Bono hekelde deze Amerikaanse bekrompenheid, maar vanwege het contract kon noch hij, noch manager Paul McGuinness hier iets aan doen. Bono amuseerde zich vooral met Amerikaanse recensies, en nog het meest met die in de New Yorks Greenwich Village: "Hij schreef over allerlei kwinten en nones in onze muziek, en allerlei onbekende akkoorden en toonsoorten. Hij realiseert zich niet dat alles op Es gestemd was vanwege mijn stem." Boy haalde in de Billboards Pop Albums de 63ste plaats en de 107e plaats in The Billboard 200.
Ten opzichte van de toen populaire Britse rockbands zoals Bauhaus en Joy Division, was Boy een optimistisch klinkende plaat, en hielp ze een ritmische, gitaargeleide 'deuntjesrock' op te richten in de alternatieve-rockscene.
Een andere uitgave van Boy was de 12" vinyl die in Japan werd uitgebracht, maar na een paar maanden uit de schappen werd gehaald. Later werd Boy weer uitgebracht onder het platenlabel Polystar. In Zweden werd na de uitgave van Boy in het Verenigd Koninkrijk en Ierland een gelimiteerde blauwe vinyl uitgebracht, met identieke hoezen en catalogus nummer als de Britse versie. In verschillende landen werd Boy opnieuw uitgegeven op 5" cd in april 1995 als onderdeel van de Island Master-serie. Er waren bij deze uitgave een aantal veranderingen doorgevoerd voor de albumhoes.

## Tracklist
1. I Will Follow - 3:36
2. Twilight - 4:22
3. An Cat Dubh - 4:47
4. Into the Heart - 3:28
5. Out of Control - 4:13
6. Stories for Boys - 3:02
7. The Ocean - 1:34
8. A Day Without Me - 3:14
9. Another Time, Another Place - 4:34
10. The Electric Co. - 4:48
11. Shadows and Tall Trees - 4:36

De nummers An Cat Dubh en Into the Heart lopen in elkaar over.

### Alternatieve tracks
1. An Cat Dubh - 6:21
2. Into the Heart - 1:53
3. Fire (Instrumental) - 0:30

Op de Noord-Amerikaanse versie van Boy hebben An Cat Dubh en Into the Heart, die in elkaar overlopen, een andere tijdsduur dan de Europese: An Cat Dubh duurt op deze versie 6:21 minuut en Into the Heart 1:53. Het verschil is niet te horen wanneer men deze nummers achter elkaar speelt, maar het verschil is wel te zien wanneer men de vinyl versies naast elkaar legt.
Sommige vroegere vinylversies van Boy bevatten een 30 seconden durende instrumentaal nummer en komt voor na Shadows and Tall Trees. Men denkt dat dit een eerdere versie van Fire is, afkomstig van U2's tweede album October. Behalve een Duitse heruitgave uit 1989, kwam dit korte instrumentale nummer niet meer voor op latere uitgaves van Boy.

## Thema's
Vanuit de bandleden hun adolescentie en het ouder worden, waarin zij in die tijd verkeerden, vloeiden de jeugdthema's verwarring, verlangen, enthousiasme, hoop, woede, verlies, teleurstelling, bloeiende liefde en desillusie van het zelfbeeld in de teksten van het album. Ook is de dood van de moeder van Bono (op zijn 14e) verwerkt in de teksten en zijn er invloeden terug te vinden van het christendom.
In de tekst van I Will Follow is de dood en het gemis van de moeder van Bono verwerkt. In Twilight vertelt Bono over het grijze gebied van adolescentie, met aan de ene kant het jong zijn en aan de andere kant het volwassen worden. Met An Cat Dubh verhaalt Bono met spijt op een seksuele manier een relatie van hem met een ander meisje dan Ali, toen zij tijdelijk uit elkaar waren. In Out of Control vertelt Bono over het 'gek' (of gestoord) worden vanwege de gedachten die een tiener heeft over het leven. In de tekst van Stories for Boys staat het zelfbeeld centraal, dat in de kindertijd van de bandleden van U2 (negatief) werd beïnvloed door de media. The Ocean is een metafoor voor het complete gedachtegoed van een tiener, waaruit het onderdeel van het willen zijn van een beroemdheid en wereldverbeteraar in de tekst is verwerkt. In A Day Without Me staat, in het kielzog van het zijn van een tiener, het relativeren van zelfmoord, het depressief zijn (door interne en externe factoren) en het megalomane (zich speciaal voelen en daardoor alles kunnen) centraal. Another Time, Another Place kan op twee manieren worden uitgelegd: aan de ene kant kan de tekst van het nummer opgevat worden als het verloren gaan in de 'jungle' van de buitenwijken van Dublin, terwijl aan de andere kant de tekst opgevat kan worden als het zich verplaatsen in een droomwereld om bij de geliefde van de desbetreffende persoon te zijn, hetzij God. Met The Electric Co. reflecteert Bono de elektroconvulsietherapie die in die tijd in Ierland gebruikelijk was voor de therapie van psychische aandoeningen, en waar ook een verre kennis van de bandleden van U2 mee te maken kreeg. Shadows and Tall Trees is een hoofdstuk uit het boek Lord of the Flies van William Golding uit 1954, dat Bono als metafoor gebruikte om de situatie te schetsen hoe het is om in de buitenwijken van Dublin te leven als tiener.

## Albumhoes
De officiële albumhoes is gefotografeerd door Hugo McGuinness en ontworpen door Steve Averill (een vriend van Adam Clayton). Zij hebben in latere perioden aan meerdere albumhoezen van U2 meegewerkt. Op de voorkant is Peter Rowen te zien. Hij is het broertje van Derek "Guggi" Rowen (van de postpunkband Virgin Prunes), een vriend van Bono. Ook is Peter Rowan te zien op de albumhoezen van Three, War, The Best of 1980-1990 en Early Demos. Peter Rowan is afgebeeld als een onverzorgde, onschuldige jongen met ontbloot bovenlijf. Bono had de foto voor de albumhoes al twee jaar in zijn gedachten voordat de elpee werd uitgegeven. Hij vond namelijk het gevoel goed overkomen wanneer je naar de albumhoes keek.
In Amerika en Canada werd er een alternatieve albumhoes (vaak "The Stretched Faces" genoemd) gebruikt voor de uitgave van Boy, gefotografeerd door Sandy Porter. Op deze albumhoes worden er vertekende foto's van de bandleden gebruikt, omdat Warner/Elektra bang was dat U2 beschuldigd zou worden van kinderpornografie. Dit leidde tot irritaties bij Bono, maar noch hij, noch Paul McGuinness konden hier iets aan doen vanwege het contract.
De albumhoes van de heruitgave van Boy in april 1995 op 5" cd, als onderdeel van de Island Master series, onderging een aantal veranderingen: het papier kreeg een betere kwaliteit en aan de binnenkant kwamen er extra foto's, afkomstig van de binnenkant van de originele elpee.

## Bezetting
- Bono - zang
- The Edge - gitaar, zang
- Adam Clayton - basgitaar
- Larry Mullen jr. - drums

### Credits
- Steve Lillywhite - producer
- Paul Thomas - geluidstechnicus
- John Dent - lp-mastering

## Hitlijsten
Album
| Jaar | Hitlijst             | Positie |
| ---- | -------------------- | ------- |
| 1981 | UK Album chart       | 52      |
| 1981 | Billboard Pop Albums | 63      |
| 1984 | The Billboard 200    | 107     |

Singles
| Jaar | Single          | Hitlijst                  | Positie |
| ---- | --------------- | ------------------------- | ------- |
| 1981 | "I Will Follow" | Billboard Mainstream Rock | 20      |
| 1984 | "I Will Follow" | The Billboard Hot 100     | 81      |

In 2003 stond Boy op nummer 417 in de 500 greatest albums of all time van muziektijdschrift Rolling Stone.

## Certificaties
| Organisatie               | Status  | Datum             |
| ------------------------- | ------- | ----------------- |
| BPI – Verenigd Koninkrijk | Goud    | 1 augustus 1985   |
| CRIA – Canada             | Goud    | 3 december 1987   |
| CRIA – Canada             | Platina | 3 december 1987   |
| RIAA – Amerika            | Goud    | 23 mei 1994       |
| RIAA – Amerika            | Platina | 11 september 1995 |

## Catalogusinformatie

### 12" vinyl
- Verenigde Staten, Island, 90040-1 (1990)
- Amerika, Island, ILPS 9646
- Argentinië, Island, TLP 70023 (1987)
- Argentinië, Island, 842 296-1
- Australië, Island, L37517
- Brazilië, Island, 202.913
- Brazilië, Island, 610.7089 (33.509) (1986)
- Brazilië, Island, 670.9052 (1989)
- Canada, Island, ISL 9646
- Duitsland, Island, 202 913
- Duitsland, Island, 202 913-320 (1989)
- Filipijnen, Island, ILPS 9646
- Frankrijk, Island, 6313 105
- Griekenland, Island / EMI, VG 71409
- Griekenland, Island / EMI, 062-VG71409 (1985)
- Griekenland, Island / BMG, 71409
- Ierland, CBS, 84658
- Israël, Island, BAN 129646
- Italië, Island, ILPS 19646
- Japan, Island, 20S-77
- Japan, Island / Polystar, 25S-77
- Japan, Island / Polystar, R25D-2083 (1987)
- Japan, Island / Toshiba, 81395 (teruggetrokken)
- Joegoslavië, Island / Jugoton, LSI 73202
- Mexico, Island, LPR25027 (1990)
- Mexico, Island, LPR25027 (bruine vynil)
- Nieuw-Zeeland, Island, L37517
- Portugal, Island / Dacapao, 10.202913.50
- Portugal, Island / Dacapao, 202.913
- Spanje, Island, 1-202.913
- Venezuela, Island, 7523
- Verenigd Koninkrijk, Island, ILPS 9646
- Verenigd Koninkrijk, Island, ILPM 9646 (1995)
- Zuid-Afrika, Island, ILPC 29646
- Zuid-Afrika, Island, ILPS 29646
- Zweden, Island / Tumba, ILPS 9646
- Zweden, Island / Syb-Tryk, ILPS 9646
- Zweden, Island, ILPS 9646 (blauw vinyl - 15 kopieën)

### Compact cassette
- Amerika, Island, 7 90040-4
- Amerika, Island, A4-90040
- Amerika, Island, 422-842 296-4
- Argentinië, Island, 842 296-4 (67544)
- Argentinië, Island, TMS 70023
- Australië, Island, 842 296-4
- Canada, Island, ISLC 9646
- Duitsland, Island, 402 913
- Griekenland, Island / EMI, 262 VG 71409
- Ierland, CBS, 40-84658
- Italië, Island, ILK719646
- Italië, Island, 402 913
- Joegoslavië, Island / Jugoton, CAI9252
- Mexico, Island, MCR 25027
- Spanje, Island, D-402913
- Verenigd Koninkrijk, Island, ICT946
- Verenigd Koninkrijk, Island, ICT946 (1+1)
- Verenigd Koninkrijk, Island, ICT946 (1+1 kartonnen doosje)
- Zuid-Afrika, Island, ZILP 29646
- Zweden, Island, ZCI 9646

### 5" cd
- Amerika, Island, 90040-2 (Digi-pack)
- Amerika, Island / BMG, 7 90040-2
- Amerika, Island, 422-842 296-2
- Australië, Island / Festival, D37517
- Brazilië, Island, 842.296-2
- Canada, Island, CID110
- Canada, Island, 7 90040-2
- Duitsland, Island, 610 561
- Frankrijk, Island, 842 296-2
- Italië, Island, CDICD 9646
- Japan, Island / Polystar, P33D-20020
- Japan, Island / Polystar, P24D-10048
- Japan, Island / Phonogram, PHCR-1701
- Japan, Island / Phonogram, PHCR-4701 (1995)
- Japan, Island / Phonogram, PHCR-4833 (1998)
- Japan, Island / Universal, UICY 2355 (2002)
- Japan, Island / Universal, UICY 9707 (2004)
- Mexico, Island, 422-842 296-2 3
- Verenigd Koninkrijk, Island, CID110
- Verenigd Koninkrijk, Island, IMCD211 / 842 296-2
- Zuid-Afrika, Island, MMTCD 1938

## Trivia
- Boy is het enige album waarvan alle nummers (zowel elk albumnummer als elke B-kant) op zijn minst één keer live zijn gespeeld.
- In een interview rond het uitbrengen van Boy vertelde Bono dat U2 voorbestemd was om een van de grootste groepen ter wereld te worden. Het ironische aan deze uitspraak is dat hij met minachting werd ontvangen, maar uiteindelijk toch waar bleek te zijn.

Bono · The Edge · Adam Clayton · Larry Mullen jr.